# Culex neavei
Culex neavei är en tvåvingeart som beskrevs av Theobald 1906. Culex neavei ingår i släktet Culex och familjen stickmyggor. Inga underarter finns listade i Catalogue of Life.